# María del Carmen Arroyo Maldonado
María del Carmen Arroyo Maldonado (Baeza; 14 de julio de 1950) es una directora de coro y divulgadora musical. Ha permanecido al frente del Coro Universitario Manuel de Falla de la Universidad de Granada durante 30 años (1985-2015)  por lo que ha sido la directora de coro universitario que más tiempo ha permanecido al frente de una agrupación coral universitaria en Andalucía. Miembro del Coro Coímbra de Universidades Europeas desde 1994, y directora invitada de la Junges Synphonie orchester de la Universidad de Coblenza.

## Biografía

### Inicios
Comenzó sus estudios musicales en Baeza con las profesoras Esther Jiménez Lazcano e Inés Fajardo. Continuó sus estudios de piano y viola en los conservatorios de Jaén y Granada. En Granada, formó parte del primer Coro Universitario dirigido por Estanislao Peinado, y fundado por iniciativa del rector magnífico Federico Mayor Zaragoza. Una vez disuelto este coro, ingresa en el Coro de Cámara de la Iglesia Universitaria, fundado y dirigido por Ricardo Rodríguez Palacios, formación que pasó a llamarse Coro Manuel de Falla de la Universidad de Granada. En 1975 fundó el Coro Catedral de Baeza en su ciudad natal, con el que realizó numerosas actuaciones, destacando las realizadas en la Universidad de Verano de Baeza y en las Universidades de Granada y Córdoba. Con este Coro obtuvo el Premio Manuel de Falla de la Universidad de Granada y el primer Premio del Concurso Interprovincial de Villancicos de Córdoba en sus convocatorias de 1978 y 1979. 

### Divulgadora musical
Como experta en pedagogía musical ha impartido cursos de perfeccionamiento del profesorado en el ámbito de la música coral, pedagogía musical y técnica vocal, organizados por la Delegación Provincial de Educación de Jaén (1980), Centro de Profesores de Granada (1995), Universidad de Verano del Mediterráneo (Guadix, 1995 y Melilla, 1996 y 1997), Universidad de Almería (1998 y 1999) y Foro Internacional Eduardo del Pueyo (1998, 1999 y 2000). Juan Pablo de Juan, director titular del Coro RTVE reconoce su magisterio en su currículo. 
Asimismo es coautora de libros de texto para Educación Musical de Enseñanza Primaria 'Proyecto Clave' y 'Proyecto Acorde' de Editorial San Pablo. 

### Directora del Coro Manuel de Falla de la UGR
Dirigió el Coro Manuel de Falla de la Universidad de Granada desde durante treinta años, sustituyendo a su fundador, Ricardo Rodríguez Palacios, con el que realizó más de 650 conciertos en España y diversos países de Europa, dotándolo de un nuevo impulso y orientación, ampliando su repertorio y abriendo nuevas líneas de investigación e interpretación musical. 
La biografía de María del Carmen Arroyo no puede entenderse si no es dentro de los horizontes de significado de la generación a la que pertenece y con la que ha compartido valores e intereses. De esta manera, nos atreveríamos a afirmar, que si la música coral granadina goza de tanta fuerza, se debe sin lugar a dudas a una generación, que, y a la manera de la «Generación de los Maestros» de principios de siglo xx, ha mantenido viva la llama musical en nuestra provincia y ha actuado de puente entre los grandes maestros como Valentín Ruiz Aznar o Juan Alfonso García y los directores y compositores en la actualidad. 
María del Carmen Arroyo pertenece y coprotagoniza esa generación a la que podríamos denominar como «Generación Dorada», haciendo referencia al hermosísimo verso de Elena Martín Vivaldi en su poema Amarillos, entre otras razones porque musicado por Juan Alfonso García se ha convertido en referente estético de la música coral granadina contemporánea. 
La historia de la música coral granadina deberá reflejar el papel jugado por directores y directoras como María del Carmen Arroyo, Ricardo Rodríguez, José García Román, Elena Peinado, Estalisnao Peinado, Julio Marabotto, Lirio José Palomar, José Carlos Palomares, Alfredo Barrales, Miguel Ruzafa, Francisco Ruiz, Héctor Eliel Márquez, Pablo García Miranda, Jorge Rodríguez Morata, Puri Cano, Nacho Rodrigo o Pablo Guerrero y compositores como García Román y Juan Alfonso García.

##### Discografía
Como directora del Coro Manuel de Falla de la UGR ha participado en la grabación de las siguientes obras.
- Música litúrgica en tiempos de Isabel la Católica (2004), editado por la Universidad de Granada junto a la agrupación musical Ensemble la Danserye, la Coral Ciudad de Granada y la Schola Gregoriana Hispana. Grabación realizada entre la Capilla Real de Granada y los Estudios Fernando J. Romero (Granada) y enmarcada en los actos conmemorativos del V Centenario de la muerte de Isabel «La Católica».

### Citas
1. ↑  «Coro Manuel de Falla de la UGR en web La Madraza. Centro de Cultura Contemporánea de la UGR».
2. ↑  «CACOCU. Canal de Cultura Contemporánea . Universidades Púbicas de Andalucía. Concierto Homenaje a Maria del Carmen Arroyo Maldonado  en Hospital Real con la intervención de los coros Manuel de Falla de la Universidad de Granada, Coro de la Presentación, Coro de la Universidad Pablo de Olavide y Schola Gregoriana Hispana celebrado el 22 de Abril de 2015».
3. ↑  Márquez Garrido, Manuel Tomás (2006). «Diagnóstico de los Coros de las Universidades andaluzas». Universidades Públicas Andaluzas. Proyecto Atalaya: 19-21. Consultado el 27 de agosto de 2017.
4. ↑  «Sala de comunicación de RTVE, Juan Pablo de Juan, nuevo director titular del Coro de RTVE. 28/12/12018».